# Kiefferulus modocensis
Kiefferulus modocensis is een muggensoort uit de familie van de dansmuggen (Chironomidae). De wetenschappelijke naam van de soort is voor het eerst geldig gepubliceerd in 1960 door Sublette.